# The poisoned fountain
The poisoned fountain is een compositie van de Engelse componist Arnold Bax.
Bax schreef dit werk voor het pianoduo/echtpaar Ethel Bartlett en Rae Robertson. Het werd gezien als impressionistisch, en een vergelijking met het werk van zijn Franse collega Claude Debussy drong zich op. De muziek is over het algemeen vrij kalm, er wordt naar een climax toegewerkt vanuit de tweede stem. Aan het eind vindt wisseling plaats, waarbij de tweede stem het thema uit het begin van de eerste stem herhaalt. Het echtpaar speelde de eerste uitvoering van dit werk op 19 juni 1928 in Londen. Het echtpaar heeft het ook een enkele keer in Nederland uitgevoerd, eveneens tijdens een van hun laatste concerten in 1947.
Bax haalde zijn Ierse invloeden weer boven tafel: The poisoned fountain verwijst naar de Well of segais (bron van wijsheid/kennis), tegenwoordig bekend als Connla’s well. Volgens de Ierse mythologie zou de fontein het startsein geven voor het ontstaan van de rivier Boyne.
Anno 2018 zijn er twee verschillende uitvoeringen verkrijgbaar:
- Jeremy Brown en Seta Tanyel: pianoduo's van Bax op Chandos in een opname uit 1987
- Ashley Wass en Martin Roscoe: "music for two pianos" op Naxos in een opname uit 2006